# Cryptocellus bordoni
Espèce
Synonymes
- Heteroricinoides bordoni Dumitresco & Juvara-Bals, 1977

Cryptocellus bordoni est une espèce de ricinules de la famille des Ricinoididae.

## Distribution
Cette espèce est endémique de l'État de Zulia au Venezuela. Elle se rencontre dans la grotte Cueva del Cerro Verde.

## Étymologie
Cette espèce est nommée en l'honneur de Carlos Bordón Azzali (1921-2012).

## Publication originale
- Dumitresco & Juvara-Bals, 1977 : Position systematique de Heteroricinoides bordoni n. g. n. sp. dans la famille Ricinuleididae (Arachnida). Boletín de la Sociedad Venezolana de Espeleología, no 14, p. 147-180.